# TV Encontro das Águas
A TV Encontro das Águas é uma estação de televisão pública brasileira sediada em Manaus, capital do estado do Amazonas. Mantida pelo Sistema de Comunicação Encontro das Águas, grupo vinculado ao governo amazonense que também controla a Rádio Encontro das Águas, é transmitida no canal 2.1, utilizado também para gerar a multiprogramação com três sinais do programa escolar governamental Aula em Casa. É afiliada à TV Brasil, sendo integrante da Rede Nacional de Comunicação Pública.
A emissora foi inaugurada em 12 de março de 1971 durante a gestão do governador Danilo Areosa como TV Educativa (TVE) com o objetivo de oferecer ensino a alunos do primeiro grau de escolas públicas estaduais. O sistema educacional, no entanto, foi oficialmente implantado no ano seguinte, mesclando aulas próprias com as da TVE Maranhão. Com sua descontinuidade em 1977, a emissora seguiu produzindo programas generalistas culturais, que já eram exibidos durante o período em que as teleaulas foram ao ar. Em 1993, tornou-se TV Cultura Amazonas, e em 2019, adotou a identificação atual.

## História
A ideia da criação de uma emissora de televisão educativa no Amazonas partiu em 1967 do governador Danilo Areosa durante uma viagem aérea do Rio de Janeiro para Manaus, tendo ele concluído, após ler numa revista francesa uma matéria sobre a experiência com o modelo educativo na televisão daquele país, que sua implantação mudaria, a curto prazo, o panorama educacional do estado e atenderia às carências educacionais e culturais, em especial, da população do interior. Com um grupo de trabalho formado pelo secretário de Educação e Cultura Vinícius Câmara para elaborar o projeto, um canal para operar a estação foi solicitado ao governo brasileiro no mesmo ano e outorgado em janeiro de 1968. Planejado para ser imediatamente executado, o projeto passou por um longo processo de liberação dos equipamentos para a instalação, o que levou cerca de três anos.
Em 12 de março de 1971, três dias antes de Areosa deixar o governo, a TV Educativa entrou no ar às 16 horas pelo canal 2 VHF. Com ares de improviso, foi instalada numa escola desapropriada sem dispor de estúdio, equipamentos suficientes e corpo técnico experiente e com sinal emitido até apenas oitenta quilômetros de distância, não chegando a atingir o público interiorano. Após quatro meses funcionando em caráter experimental, a TVE iniciou sua produção local com um noticiário e, até novos programas serem criados, o restante da programação, operada entre 16h e 22h, exibia filmes, documentários e animações.
Em 1972 o governador João Walter de Andrade convidou o ex-secretário de Educação do Maranhão José Maria Cabral Marques para assumir a pasta local e transferiu a presidência da Fundação Televisão Educativa do Amazonas ao seu cargo pelo seu trabalho na criação da TVE Maranhão. Assim, em 9 de setembro, foi ao ar o primeiro programa educativo da TVE, que, ao mesmo tempo em que seguia exibindo programas generalistas, passou a produzir as próprias teleaulas e comprar algumas da emissora maranhense para atender às telessalas da rede de escolas públicas de Manaus. O sistema, que abordou conteúdos das quinta e sexta séries do ensino fundamental, chegou a atingir cerca de nove mil alunos. Por volta de 1975 foi firmado um convênio com a TVE Rio de Janeiro para preparar os produtores das aulas na capital e no interior amazonenses, com as duas primeiras turmas cursando produção educativa no Rio e depois os cursos foram realizados em Manaus. Em 1977, dois anos após Cabral Marques deixar a secretaria e a presidência da TVE, o programa escolar da estação foi descontinuado pela pasta.
Em 17 de dezembro de 1981 a Fundação Televisão e Rádio Educativa do Amazonas foi transformada em autarquia e passou a ser chamada de Superintendência de Televisão e Rádio Educativa do Amazonas (STREA), que por sua vez deu lugar à Fundação Televisão e Rádio Cultura do Amazonas (FUNTEC) em 9 de junho de 1993, alterando o nome da emissora para TV Cultura Amazonas.
Em 20 de setembro de 2019 a emissora tornou-se TV Encontro das Águas, resultado de uma pesquisa contratada pelo governo amazonense que constatou que sua marca não alcançava um nível local. Desde então retransmite a programação da TV Brasil, antes compartilhada com a da TV Cultura.

## Transmissão
A emissora é transmitida pelo sinal digital em Manaus desde 28 de maio de 2018, quando foram lançados, em solenidade com a presença do governador Amazonino Mendes, os canais 32 UHF físico e 2.1 virtual. A entrada ocorreu dois dias antes do desligamento do sinal de televisão analógico em Manaus. Em março de 2020, para mitigar os efeitos do isolamento social causado pela pandemia de COVID-19 no aprendizado dos estudantes da capital e cidades vizinhas, o governo do Amazonas iniciou o programa Aula em Casa, com materiais pedagógicos exibidos na multiprogramação do canal 2.1. Em junho de 2022, para expandir o sinal da TV Encontro das Águas a mais alunos das escolas amazonenses, um acordo entre a Empresa Brasil de Comunicação (EBC), mantenedora da TV Brasil, e o governo estadual autorizou a operação de 31 retransmissoras no interior com recursos do programa Digitaliza Brasil, responsável pela instalação de equipamentos de transmissão e distribuição de conversores para a população que ainda não recebia o sinal digital.
Além do sinal aberto no Amazonas, a TV Encontro das Águas opera na frequência de 3 925 MHz, na polarização horizontal, da banda C do satélite Star One D1, alcançando outras partes do território brasileiro e países vizinhos. O mux da emissora transmite também os três canais do programa Aula em Casa e a Rádio Encontro das Águas.